# Club Dread
Club Dread (ook wel Broken Lizard's Club Dread) is een Amerikaanse satirische horrorfilm uit 2004 onder regie van Jay Chandrasekhar. De regisseur behoort tot het komediegezelschap Broken Lizard, waarvan de overige leden meeschreven aan het scenario en net als hijzelf de grootste rollen in de film spelen. Het satirische element in Club Dread bestaat voornamelijk uit het opvoeren en overdrijven van zo veel mogelijk clichés die veelvuldig voorkomen in formulefilms uit het slasher-subgenre. Zo is iedereen op zeker moment verdacht en maken potentiële slachtoffers standaard de verkeerde keuzes om uit handen van de moordenaar te blijven.

## Verhaal
Nabij Costa Rica bestiert voormalig muzikant  'Coconut' Pete Wabash (Bill Paxton) het vakantieoord Pleasure Island. Het is de bedoeling dat de toeristen zich op het eiland te buiten kunnen gaan aan zo veel mogelijk drank, drugs en seks als ze kunnen krijgen. De enige regels op het eiland zijn: geen mobiele telefoons, geen faxen en geen regels. Bovendien doen Wabash' personeelsleden overal net zo hard aan mee. Omdat de vorige masseur is vertrokken, arriveert Lars Brunckhorst (Kevin Heffernan) op Pleasure Island om diens plek in te nemen. Hij is idolaat van Wabash en windt daar geen doekjes om. Bij aankomst klikt het meteen tussen hem en aerobics-instructrice Jenny (Brittany Daniel). Zij is tevens een bekend gezicht voor de gasten omdat ze het televisieprogramma Amy Aerobics presenteert, sinds de originele Amy overleed na het per ongeluk binnen krijgen van rattengif, aldus Jenny.
Tegelijkertijd met de aankomst van Brunckhorst, blijkt er op het eiland een seriemoordenaar actief te worden die met een kapmes het ene na het andere slachtoffer maakt. De dader blijkt het alleen op personeelsleden voorzien te hebben en niet op de gasten. Daarom probeert de crew de moorden geheim te houden voor de bezoekers van Pleasure Island terwijl zijzelf proberen te achterhalen wie de dader is én om zelf uit handen van de moordenaar te blijven. Een groot probleem daarbij is dat tennisleraar Putman (Jay Chandrasekhar), DJ en drugsdealer Dave (Paul Soter), watersportinstructeur Juan Castillo (Steve Lemme) en 'plezierpolitie'-agent Sam (Erik Stolhanske) allemaal een reden denken te hebben om een van de anderen als hoofdverdachte te zien. Ondertussen valt het ene na het andere personeelslid ten prooi aan de gemaskerde moordenaar. Contact met de buitenwereld is onmogelijk, want telefoons zijn er niet, de radio is kapotgemaakt en de boten onklaar.

## Rolverdeling
| - Brittany Daniel - Jenny - Jay Chandrasekhar - Putman - Kevin Heffernan - Lars Brunckhorst - Steve Lemme - Juan Castillo - Paul Soter - Dave - Erik Stolhanske - Sam - Bill Paxton - 'Coconut' Pete Wabash - Lindsay Price - Yu - Greg Cipes - Trevor | - M.C. Gainey - Hank - Elena Lyons - Stacy - Dan Montgomery Jr. - Rolo - Tanja Reichert - Kellie - Julio Bekhor - Carlos - Jordan Ladd - Penelope - Nat Faxon - Manny - Michael Weaver - Roy - Samm Levine - Dirk |

## clichés
Enkele van de clichésituaties die in Club Dread voorbijkomen, zijn onder meer:
- Rolo en Stacey zijn op zoek naar een plek om seks met elkaar te hebben. Hiervoor gaan ze eerst samen naar een stil afgelegen plekje in het bos, daarna lopen ze door naar een zonderling oud kerkhof, waarna ze uiteindelijk besluiten het in een mausoleum te gaan doen.
- De personeelsleden besluiten op zeker moment dat het het beste is om als groep bij elkaar te blijven tot de volgende morgen, omdat ze samen minder snel slachtoffer zullen worden van de moordenaar. Vervolgens blijkt alleen iedereen wel een reden te hebben om niet bij een ander personeelslid in de buurt te willen zijn en zondert iedereen zich in zijn eentje af.
- Wanneer de moordenaar eenmaal bekend is, wordt hem de ene na de andere dodelijke verwonding toegebracht. Niettemin blijft hij keer op keer opstaan om een volgende moord te plegen, zelfs nadat zijn onderlijf van zijn bovenlijf is gescheiden.
- Vrijwel alle stereotiepe personages uit slasherfilms zijn in Club Dread aanwezig en voldoen ze volledig aan hun rol. Rolo is de onsymapthieke eigenheimer met de grote mond, Jenny de sloerie, Putman de introverte jongen met het geheime verlangen, Castillo de extreem op seks beluste latino, Wabash de grote drugsverbruiker en Brunckhorst de goedaardige dikkerd die meer in zijn mars heeft dan in eerste instantie wordt verwacht.